# Convento di Sant'Antonio (San Buono)
Il convento di Sant'Antonio è un edificio religioso sito nel comune di San Buono, in provincia di Chieti.

## Storia
Il complesso conventuale di Sant'Antonio di Padova venne fondato per i frati francescani dell'osservanza dalla famiglia Caracciolo, presumibilmente iniziato nel 1575 da Giovannantonio II, I principe di San Buono, ed ultimato dal figlio Marino IV.
Dopo essere appartenuto nel Seicento alla provincia monastica di Sant'Angelo di Puglia, nel Settecento passò alla provincia osservante di San Ferdinando nel Molise, composta da 18 conventi. In questo periodo il convento di divenne casa di formazione per allievi alla vita religiosa e sacerdotale e vennero eseguiti lavori per ampliarne la capacità; un'iscrizione sulla porta del chiostro riporta:
A seguito dell'eversione dell'asse ecclesiastico del 7 luglio 1866, il convento venne abbandonato fino al 1937, quando la struttura fu riacquistata e restaurata dall'Ordine dei frati minori. Nel 1950, invece, iniziarono i restauri da parte del genio civile a seguito dei danni della seconda guerra mondiale, mentre nel 1987 avvennero i restauri da parte della comunità montana Medio Vastese per un progetto finalizzato a promuovere l'attività turistica, realizzando un ostello della gioventù, con sale conferenze e deposito archeologico della Sovrintendenza, mentre il primo piano è stato utilizzato fino al 2011 dal museo per l'arte e l'archeologia del vastese, trasferitisi poi nel giugno 2012 nel castello di Monteodorisio.

## Architettura

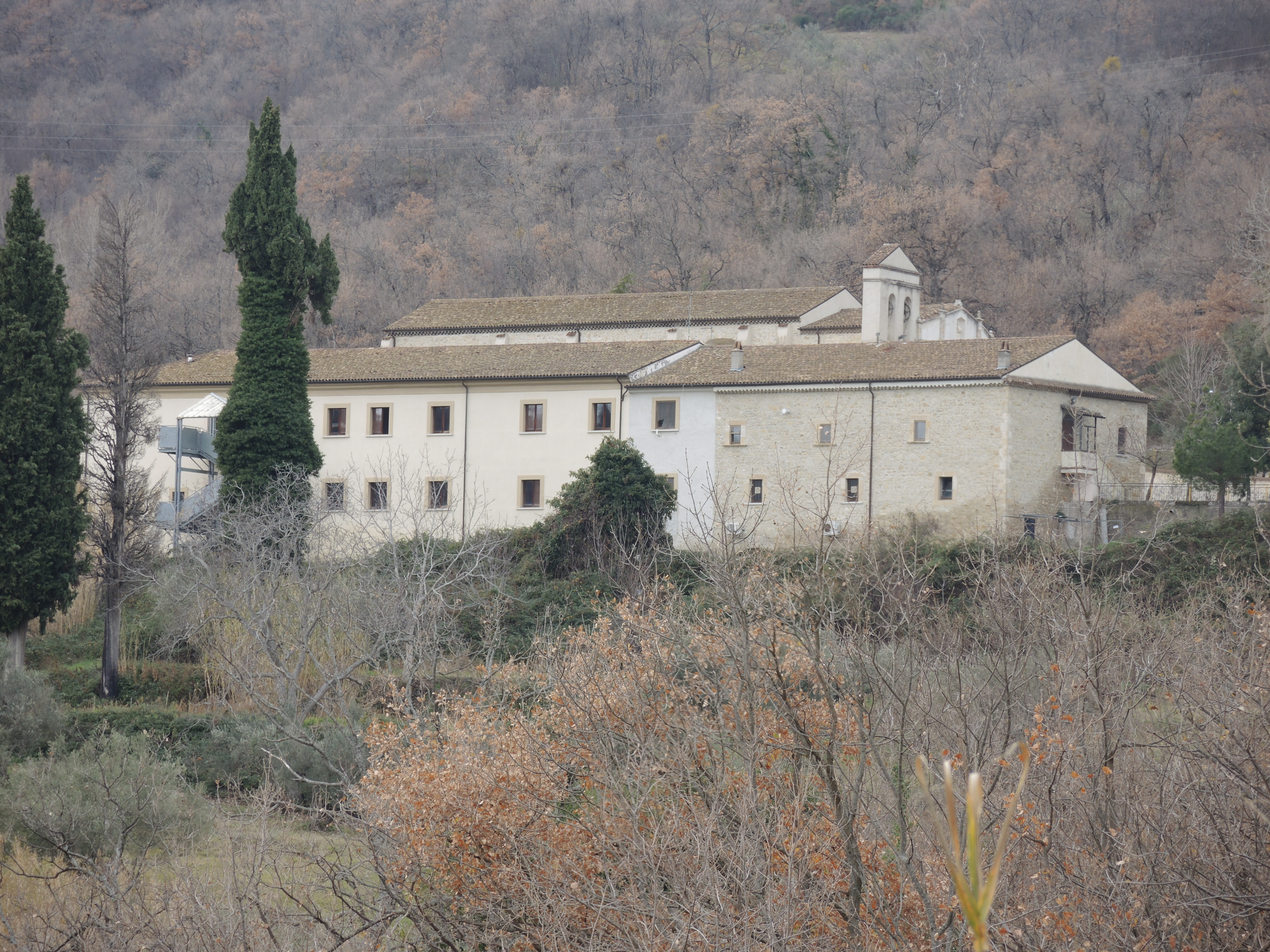
Vista del convento

### Esterno
La chiesa, inizialmente in stile romanico-rinascimentale, fu trasformata in stile barocco con la ristrutturazione avvenuta tra il 1732 e il 1737. La facciata, leggermente convessa, è organizzata su tre livelli e delimitata da coppie di lesene sovrapposte. Il primo livello ospita il portale, ornato da un emblema francescano e che riporta la scritta:
Il secondo livello ospita un ampio finestrone, mentre nell'ultimo livello una nicchia ospita la statua del santo.

### Interno

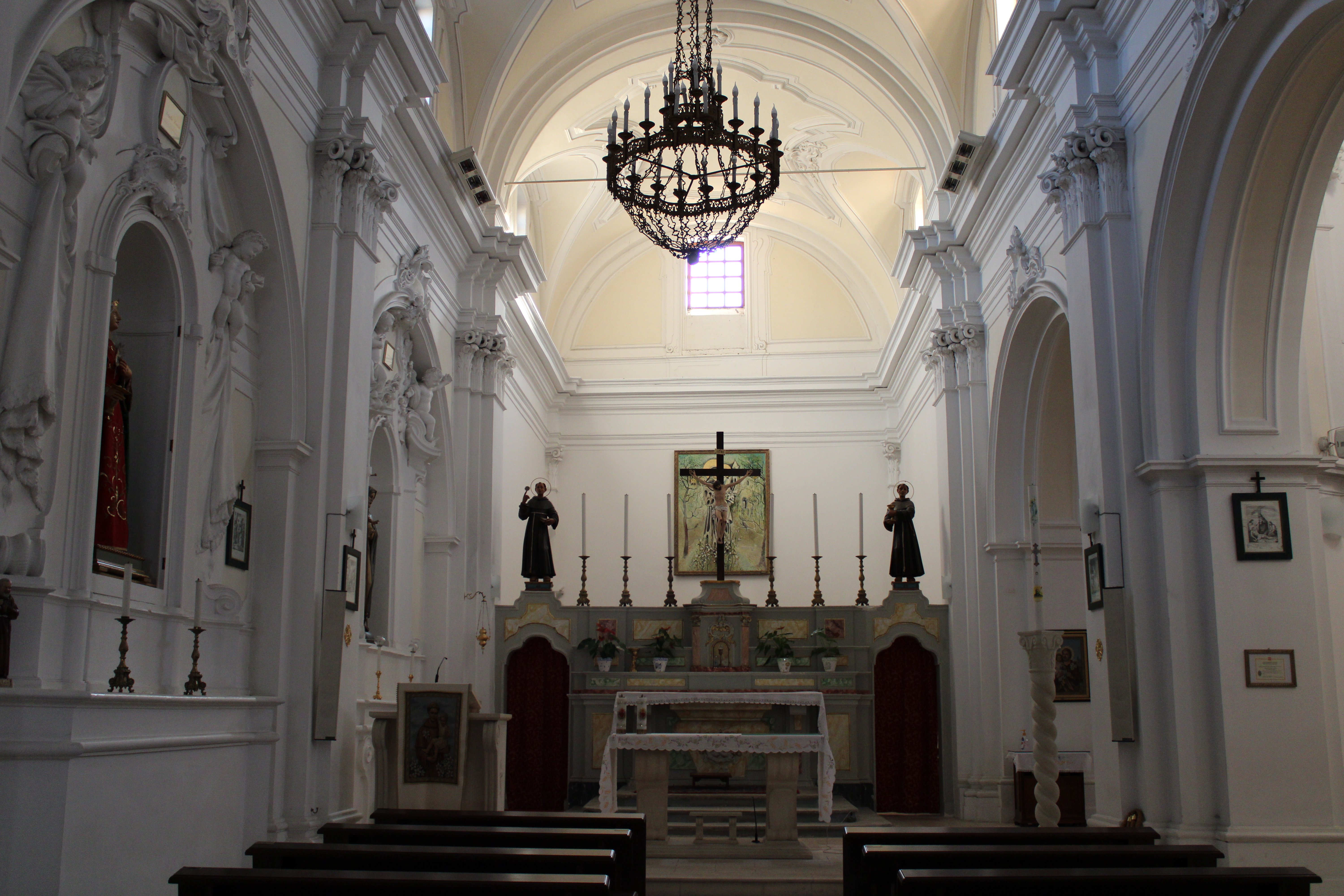
Interno della chiesa

L'interno è con un'unica navata composta da quattro campate coperte con lunette a botte. Sulla destra della navata si trovano tre cappelle laterali dedicate a san Francesco, sant'Antonio da Padova e san Diego. Nella cappella di Sant'Antonio si trova una statua del santo realizzata nel 1762 dal campobassano Paolo Di Zinno.
L'altare maggiore ha al centro un tabernacolo ornato di candelabri, con a destra san Giacomo della Marca e a sinistra san Bernardino da Siena. Dietro l'altare vi è un coro con scanni artistici, mentre a destra si trova la sacrestia.